# Grigorievca
Grigorievca è un comune della Moldavia situato nel distretto di Căușeni di 1.254 abitanti al censimento del 2004.